# Gnarrenburg
Gnarrenburg è un comune di 9 157 abitanti, della Bassa Sassonia, in Germania.
Appartiene al circondario (Landkreis) di Rotenburg (Wümme) (targa ROW).

## Amministrazione

### Gemellaggi
Baalberge